# Ариф (оперетта)
Ариф (Уловка Арифа) — оперетта Тиграна Чухаджяна. Первая оперетта в музыкальной истории Востока. Автор либретто Геворг Рштуни

## История создания

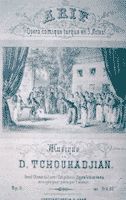
Афиша оперетты «Ариф», XIX век

Оперетта написана в 1872 году, впервые поставлена в том же году в театре Акопа Вардовяна. Либретто на турецком языке.
В 1872 году, после премьеры оперетты «Ариф» видный турецкий поэт и журналист Намык Кемаль писал в газете «Ибрет»:

Это — первая работа на нашем оперном языке. Его строение красива и его музыка прекрасна. Турецкий язык подходит для музыкальных произведении. Композиции придана форма соответствующая его лирике. Мы содействуем Гюллу Агоп — основателю оттоманского театра, авторов лирики и музыки оперетты Альберто и Тиграну Чухаджяну за их усилия а также актёров за мастерскую постановку. — Намык Кемаль 